# Zuvdija Hodžić
Zuvdija Hodžić (alb. Zuvdija Hoxhiq; ur. 1 sierpnia 1943 w Gusinjem) – jugosłowiański i czarnogórski dziennikarz, polityk, poeta i grafik. Jego utwór pod tytułem Davidova zvijezda został przetłumaczony na języki polski, słoweński oraz włoski.

## Życiorys
W 1962 roku zamieszkał w Titogradzie, gdzie pracował w centrum młodzieży oraz jako dziennikarz dla Titogradskiej tribiny, zostając z czasem jej redaktorem naczelnym.
Ukończył studia na Uniwersytecie w Prisztinie. Pełnił funkcję radnego Podgoricy oraz zasiadał w Zgromadzeniu Czarnogóry; należał do komisji ds. opracowania programu nauczania języka ojczystego i literatury dla szkół podstawowych i średnich w Czarnogórze. Trenował również judo, w którym uzyskał czarny pas.
29 listopada 2011 roku został członkiem nadzwyczajnym, a 18 grudnia 2018 roku – członkiem zwyczajnym Czarnogórskiej Akademii Nauk i Sztuk.

## Wybrana twórczość[2][1]
- Davidova zvijezda
- Gluva zvona
- Gusinjska godina
- Jedan dan života (reportaż podróżniczy)
- Na prvom konaku (poezja)
- Neko zove
- Svi moji

## Wybrane nagrody[2][1]
- Nagroda 13 Lipca
- nagroda im. Ćamila Sijaricia
- Nagroda Wyzwolenia Plava
- Nagroda Wyzwolenia Titogradu
- trzykrotne zwycięstwo w festiwalu poetyckim Majska rukovanja
- zwycięstwo w festiwalu poetyckim Potkozjačke večeri